# Santa Teresa del Nen Jesús de Barcelona
Santa Teresa del Nen Jesús o Santa Tereseta és una església situada a la Via Augusta i als carrers de Sant Marc i Benet Mercadé de Barcelona, catalogada com a    bé amb elements d'interès (categoria C).

## Història
Projectada el 1932 per l'arquitecte Josep Domènech i Mansana, les obres s'aturaren el 1936 per l'esclat de la Guerra Civil, quan les parets tenien 4 m d'alçada. El 1939, un cop acabat el conflicte, es van reprendre els treballs, que van finalitzar el 1940. Fins a finals dels anys 1960 s'hi van fer obres complementàries i es va construir la casa rectoral.

## Descripció
Es tracta d'un temple de tres naus i rectoria adossada. La façana principal, que afronta a la Via Augusta, està recoberta totalment de carreus de gres bicolor. Un gran campanar, que s'aixeca en el mateix pla que la façana, i el portal d'entrada actuen com a eix de composició. En aquesta composició són evidents les referències a l'arquitectura escandinava. La portalada està formada per un gran arc de mig punt amb arquivoltes, flanquejada per sengles ulls de bou on els vitralls i els remats perimetrals reprodueixen la forma de creu grega. Per sobre, la façana es va esgraonant, estretint-se cada vegada més fins a ser coronada per l'esvelt campanar, atorgant al conjunt compositiu una forma amb tendència piramidal. Sobre la portalada un gran finestral resolt amb arc de mig punt i arquivoltes perimetrals fa les funcions de rosetó. El campanar pròpiament dit presenta en aquesta façana cinc estretes obertures disposades a diferents nivells, fet que proporciona verticalitat al conjunt. Al damunt s'hi troba una obertura en forma de creu grega i sota un rellotge d'agulles molt simple.
La rectoria, adossada a la dreta de la façana principal de l'església, fent cantonada amb el carrer de Sant Marc, està construïda amb el mateix material. Les seves petites obertures, resoltes amb arc de mig punt, li atorguen reminiscències neoromàniques.
L'absis és semicircular, amb la façana oculta a l'interior de l'illa de cases. La teulada, a dos nivells, és a doble vessant, de teula àrab.
S'accedeix a l'interior per un petit vestíbul que dona accés a una capella lateral. Un cop dins es pot observar que de les tres naus laterals contenen capelles. El temple està profusament decorat amb pintures policromes. L'absis semicircular està precedit d'un estret arc presbiteral, similar a la resta dels arcs torals, que suporten la coberta a doble vessant, recolzada sobre per bigues de fusta. Als laterals, els arcs formers obren pas a les capelles laterals. Sobre la zona del vestíbul hi trobem el cor.